# Default Mode Network

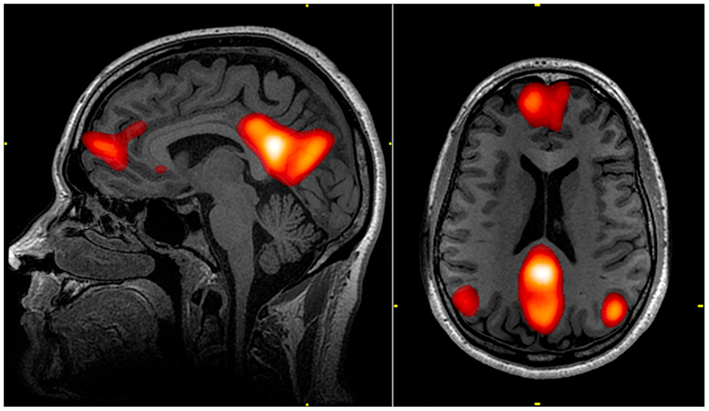
Regionen des DMN, sichtbar gemacht durch fMRT

Als Default Mode Network (englisch DMN ‚Standard- oder Voreinstellungsmodusnetzwerk‘ bzw. sinngemäß ‚Ruhezustandsnetzwerk‘) bezeichnet man eine Gruppe von Gehirnregionen, die beim Nichtstun aktiv werden und beim Lösen von Aufgaben deaktiviert werden. Die Ruheaktivität dieser Hirnregionen lässt sich mit fMRT (v. a. Resting state fMRI), PET, EEG und MEG nachweisen.

## Erläuterung und Abgrenzung
Im menschlichen Gehirn können zwei funktional miteinander verbundene neuronale Netzwerke unterschieden werden, die an unterschiedlichen Aufmerksamkeitsprozessen beteiligt sind. Das „Default Mode Network (DMN)“  ist vor allem dann aktiv, wenn eine Person wach, aber nicht gezielt mit einer Aufgabe beschäftigt ist. Es unterstützt die nach innen gerichtete Aufmerksamkeit, etwa bei Selbstreflexion oder „innerem“ Denken. Das DMN erzeugt eine kohärente „innere Erzählung“, die die Konstruktion des Selbstgefühls steuert.
Im Gegensatz dazu wird das sogenannte „Anti Correlated Network“  insbesondere bei der Verarbeitung „äußerer“ Reize aktiviert und ist mit nach außen gerichteter Aufmerksamkeit verbunden. Das beschreibend als „Anti Correlated Network“ bezeichnete System umfasst im eigentlichen Sinne das „Task-Positive Network (TPN)“ oder das „Central Executive Network (CEN)“, das in der Literatur auch als „Frontoparietal Network (FPN)“ bekannt ist. Diese Netzwerke zeigen typischerweise eine negative Korrelation zur Aktivität des „Default Mode Networks (DMN)“. Ist das DMN aktiv, sind sie inaktiv – und umgekehrt.

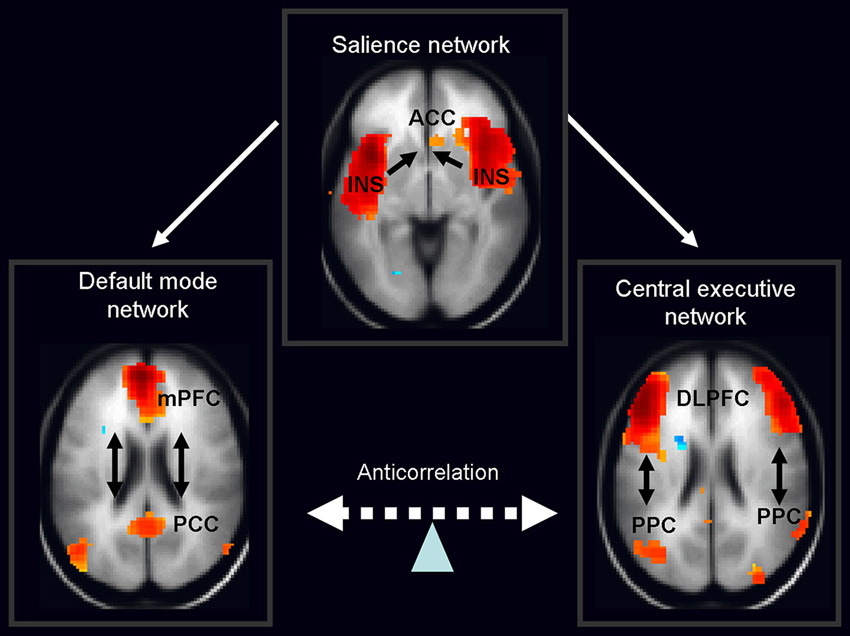
Das „Salience network (SN)“ vermittelt theoretisch den Wechsel zwischen dem „Default Mode Network“ und dem „Central executive network“ (CEN) („Frontoparietal network“ (FPN)).

Einschränkend ist zu sagen, dass obwohl das DMN hauptsächlich mit reizunabhängigen Gedanken verbunden ist, kann es durchaus auch durch äußere Reize beeinflusst werden, wobei verschiedene Bereiche des DMN unterschiedlich stark auf die äußere Stimulation reagieren.
Die Aktivität dieser Hirnregionen ist korreliert. Deshalb wird diese Gruppe von synchron aktiven Hirnregionen als Netzwerk aufgefasst. Das Netzwerk kann mit dem mathematischen Werkzeug Graphentheorie beschrieben werden. Zu den beteiligten Hirnregionen gehören z. B. der mediale präfrontale Cortex, Precuneus, Teile des Gyrus cinguli sowie – schwächer angebunden – der Lobulus parietalis superior des Scheitellappens und der Hippocampus. Die einzelnen Hirnstrukturen sind durch Weißesubstanzbahnen synaptisch miteinander verbunden.

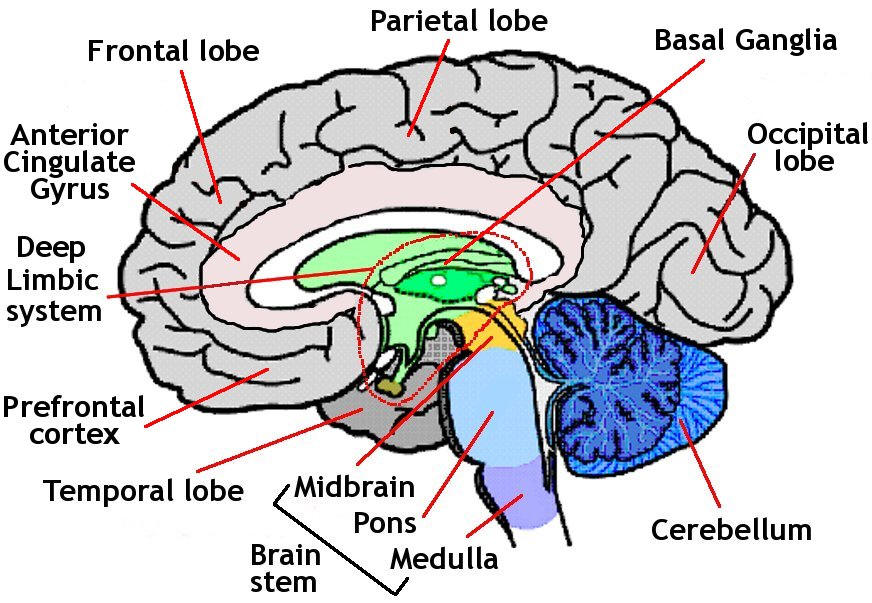
Orientierende Darstellung einiger beteiligter Hirnregionen, die das Netzwerk des „Default Mode Networks (DMN)“ konstituieren (Sagittalebene), englische anatomische Bezeichnungen

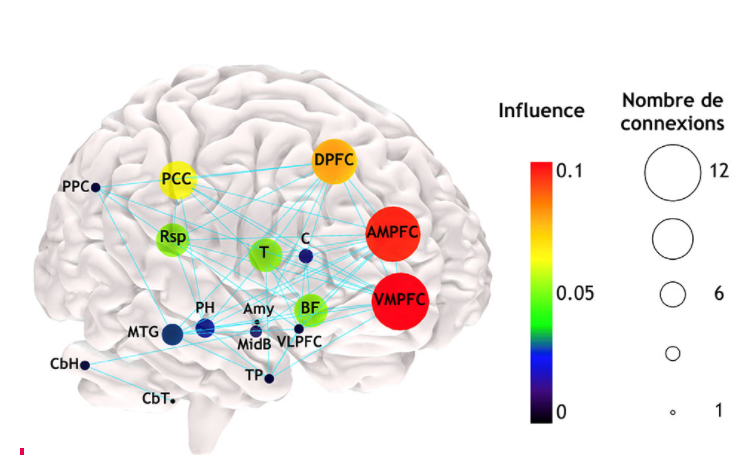
Anatomisches und funktionelles Modell des Default Mode Networks (2019). Jede farbige Markierung zeigt durch seine Größe und Farbe die Bedeutung dieser Region im Default Mode Network an: VMPFC ventromedialer präfrontaler Kortex, AMPFC medialer anteriorer präfrontaler Kortex, DPFC dorsaler präfrontaler Kortex, PCC posteriorer cingulärer Kortex, PPC posteriorer parietaler Kortex, C Nucleus caudatus, Rsp retrospinaler Kortex, T Thalamus, BF basales Vorderhirn, VLPFC ventrolateraler präfrontaler Kortex, Amy Amygdala, MidB Mittelhirn, PH parahippocampale Region, MTG Gyrus temporalis, TP Temporalpol, CbH Kleinhirnhemisphäre (Kleinhirn), CbT Kleinhirntonsille. Die Hirnoberfläche wird aus einer rechts frontoparietalen Blickrichtung mit Ausrichtung nach dorsal betrachtet (Anatomische Lage- und Richtungsbezeichnungen).

Das DMN wird unter anderem dann aktiv(er), wenn ein Mensch tagträumt, Zukunftspläne macht usw. Es ermöglicht das sogenannte „reizunabhängige Denken“, (englisch stimulus-independent thought).
Gezeigt werden konnte, dass die anatomische und funktionelle Konnektivität des Gehirns im Bereich des Default Mode Networks am stärksten überlappt. Dies wurde so interpretiert, dass der anatomische Aufbau des Gehirns eine Aktivierung des Netzwerks in Zuständen begünstigt, in welchen keine aufgabenspezifische Anforderung besteht (in Ruhezuständen).
Die wichtigsten Regionen im DMN, so z. B. der mediale präfrontale Kortex (mPFC), der posteriore cinguläre Kortex (PCC) und der Precuneus, sind alle mit Aspekten des Selbsterlebens assoziiert:
- mPFC: Selbstbezogene Bewertung, Identitätsgefühl;

- PCC / Precuneus: Integration von autobiografischem Gedächtnis und Selbstbild;

- Temporallappen: soziale Vorstellungskraft, „Selbst-in-Beziehung-zu-anderen“.

## Entdeckung
Das Default Mode Network wurde 2001 von Marcus E. Raichle et al. beschrieben Dabei wurden die aktivierten Gehirnareale im vermeintlichen Ruhezustand mit geschlossenen Augen oder ruhig auf einen Punkt fixiertem Blick mit denen verglichen, die während der Lösung von konkreten Aufgaben aktiviert waren. Es wurden Gebiete gefunden, die im Ruhezustand aktiver waren als bei der Konzentration. Nachdem man Fehldarstellungen ausgeschlossen hatten, wurde erkannt, dass das Gehirn Hintergrundaktivitäten zeigt, die im Ruhezustand vorherrschen, aber bei der Konzentration auf konkrete Funktionen heruntergefahren werden.

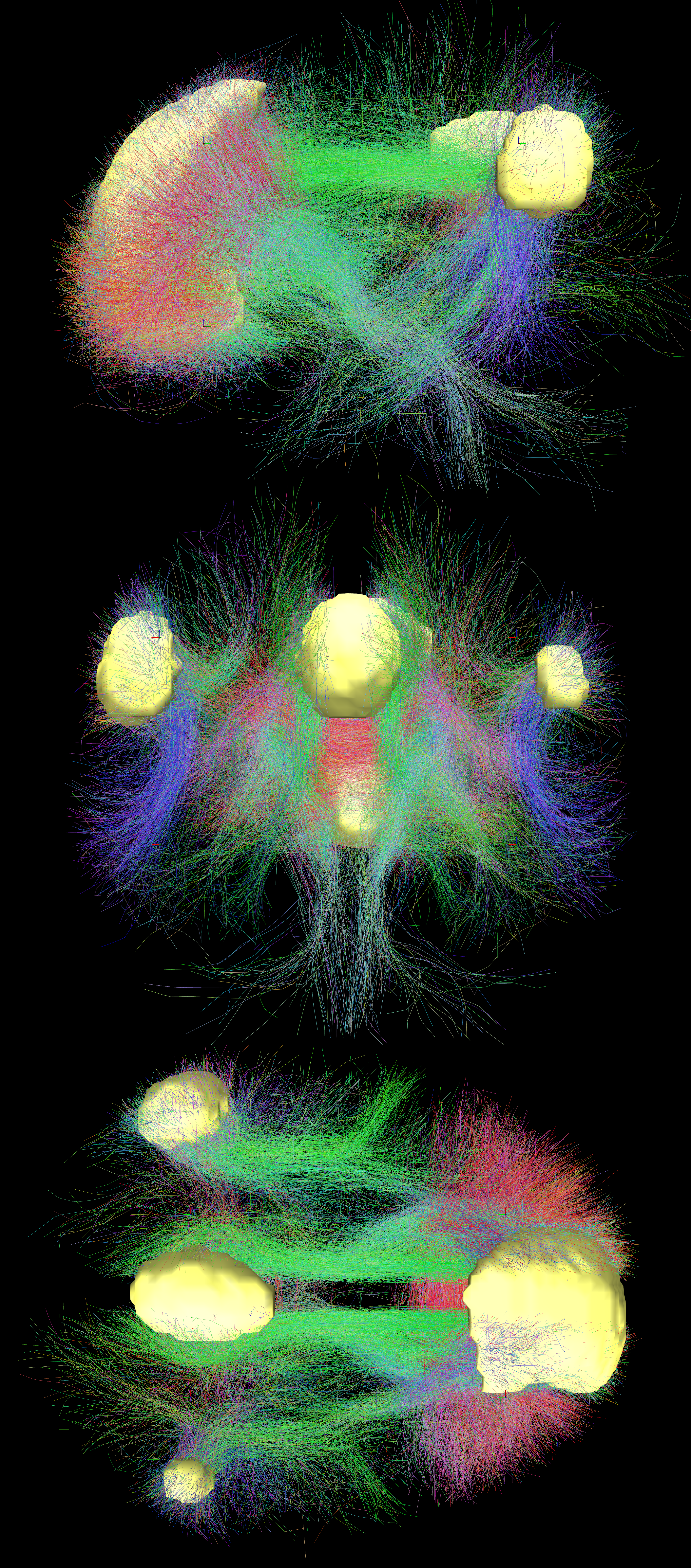
Default mode network und seine intracerebralen Verbindungen. Dieses Bild zeigt die Hauptbereiche des Standardmodusnetzwerks (gelb) und die Konnektivität zwischen den Bereichen, farbcodiert nach struktureller Durchquerungsrichtung (xyz → rgb).

## Funktionen
Zur Funktionalität des Ruhezustandsnetzwerks gibt verschiedene Untersuchungen und daraus abgeleitete Hypothesen. So könnte das DMN an mehreren verschiedenen Hirnprozessen beteiligt sein:
- Es ist möglicherweise die neurologische Grundlage für das psychologisch definierte Selbst:
  - Autobiografische Informationen: Erinnerungen an gesammelte Ereignisse und Fakten über sich selbst;
  - Selbstreferenz: Bezugnahme auf Eigenschaften und Beschreibungen der eigenen Person (Selbstbeobachtung, Selbstreflexion);
  - Emotion des eigenen Selbst: Reflexion über den eigenen Gefühlszustand;
  - An andere denken[17].

- In der psychologischen Theorie über mentale Prozesse, der Theory of Mind:
  - Über die Gedanken anderer nachdenken und darüber, was sie wissen oder nicht wissen könnten;
  - Emotionen anderer: Die Emotionen anderer Menschen verstehen und sich in ihre Gefühle hineinversetzen;
  - Moralische Argumentation: Bestimmung eines gerechten und eines ungerechten Ergebnisses einer Handlung;
  - Soziale Bewertungen: Gut-Schlecht-Einstellungsurteile über soziale Konzepte;
  - Soziale Kategorien: Reflexion über wichtige soziale Merkmale und den Status einer Gruppe;
  - Soziale Isolation: Ein wahrgenommener Mangel an sozialer Interaktion[18].

- Sich an die Vergangenheit erinnern und über die Zukunft nachdenken:
  - Sich an die Vergangenheit erinnern: Sich an Ereignisse erinnern, die in der Vergangenheit passiert sind;
  - Sich die Zukunft vorstellen: Sich Ereignisse vorstellen, die in der Zukunft passieren könnten;
  - Episodisches Gedächtnis: Detaillierte Erinnerung an bestimmte Ereignisse in der Zeit;
  - Story-Verständnis: Eine Erzählung verstehen und sich daran erinnern;
  - Wiederholung: Konsolidierung kürzlich erworbener Gedächtnisspuren[19].

## Klinische Relevanz
Bei einigen neurologischen und psychiatrischen Erkrankungen hat man Veränderungen im DMN gefunden (u. a. Alzheimer-Krankheit, Depression, Autismus-Spektrum-Störungen und Schizophrenie).

## Bewusstseinszustände
Veränderte Bewusstseinszustände (VBZ) oder erweiterter Bewusstseinszustand, (englisch altered state of consciousness (ASC), manchmal auch veränderter Wachbewusstseinszustand (VWB) oder außergewöhnliche Erfahrung (AgE), auch als außergewöhnliche oder nicht-alltägliche Bewusstseinszustände bezeichnet, gehen häufig mit einer veränderten Aktivität im Default Mode Network (DMN) einher. Das DMN ist in typischen Ruhezuständen aktiv und spielt eine zentrale Rolle bei selbstbezogenem Denken, innerer Reflexion und autobiografischem Gedächtnis (englisch Highly Superior Autobiographical Memory). In vielen Formen veränderter Bewusstseinszustände – etwa unter Einfluss von Meditation, Hypnose, sensorischer Deprivation oder psychoaktiven Substanzen (Entheogene), spirituellen oder mystischen Erfahrungen – wird eine Verringerung der Aktivität im DMN beobachtet. Eine verminderte Aktivität im DMN wird während der Meditation beobachtet, die Aktivität im DMN ist reduziert. Dies kann mit einem Gefühl der Präsenz und der Konzentration auf den aktuellen Moment in Verbindung gebracht werden.